# Kunstjahr 1861
Liste der Kunstjahre

◄ | 1857 | 1858 | 1859 | 1860 | Kunstjahr 1861 | 1862 | 1863 | 1864 | 1865 | ► | ►►

Weitere Ereignisse
Dieser Artikel behandelt das Kunstjahr 1861.

## Ereignisse

### Architektur

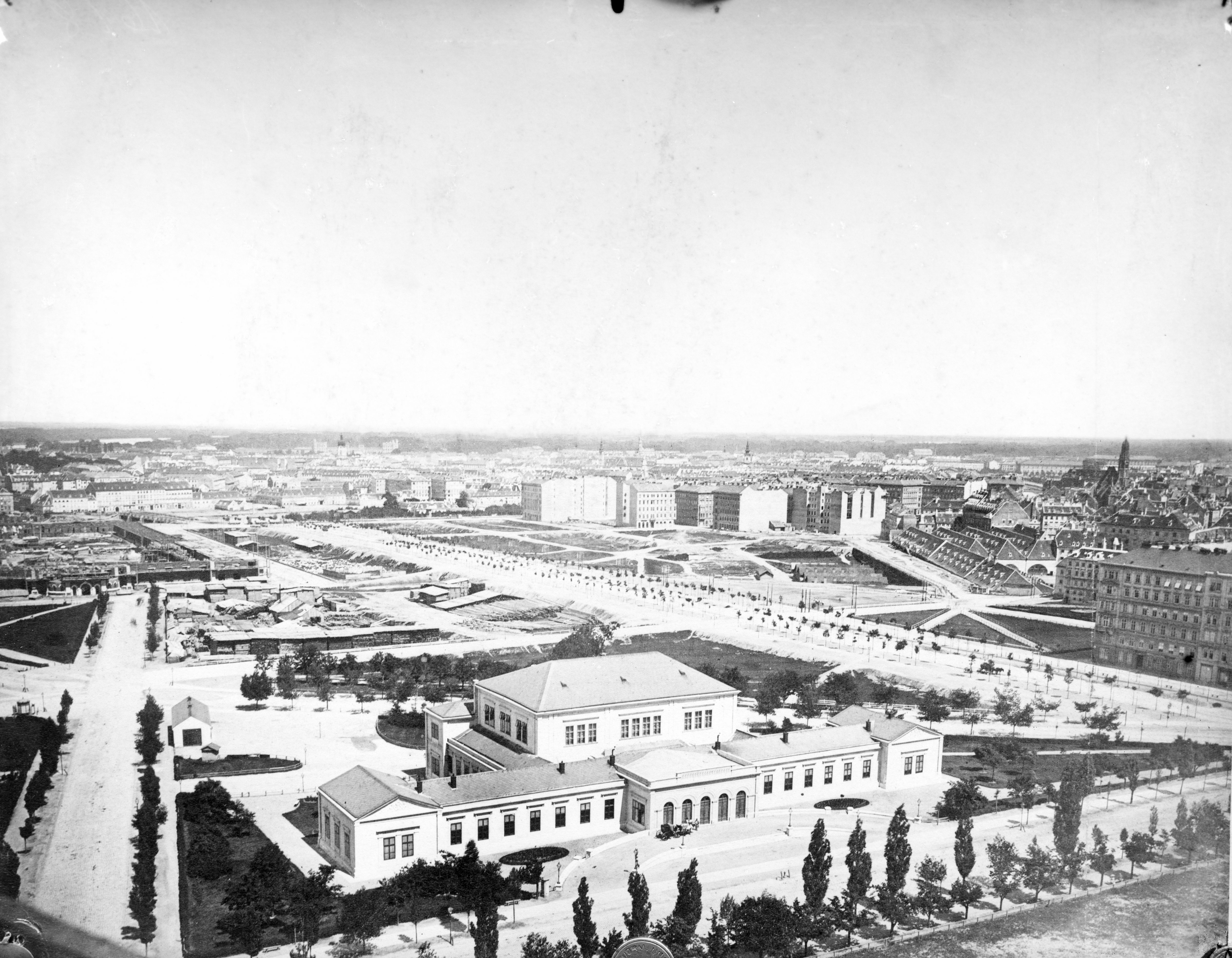
Das provisorische Abgeordnetenhaus, dahinter der noch unverbaute Schottenring, von der in Bau befindlichen Votivkirche aus

Der provisorische Bau für das Abgeordnetenhaus des Reichsrats in Wien wird vom Architekten Ferdinand Fellner in der Währinger Straße 2–6 (gegenüber der Baustelle der den Platz beherrschenden Votivkirche, nur einen Häuserblock von der Ringstraße entfernt) errichtet. Baubeginn des zweigeschoßigen Riegelwandbaus ist am 12. März. Nach nur sechs Wochen steht der Bau und ist am 25. April schlüsselfertig. In dieser kurzen Zeit sind an die 500 Arbeiter Tag und Nacht beschäftigt, Nachtschichten werden bei Fackelbeleuchtung durchgeführt. Das Provisorium, das bis zur Fertigstellung des Parlamentsgebäudes 1883 genutzt wird, erhält von der Bevölkerung den Namen Schmerlingtheater nach dem Ministerpräsidenten Anton von Schmerling oder Bretterbude.

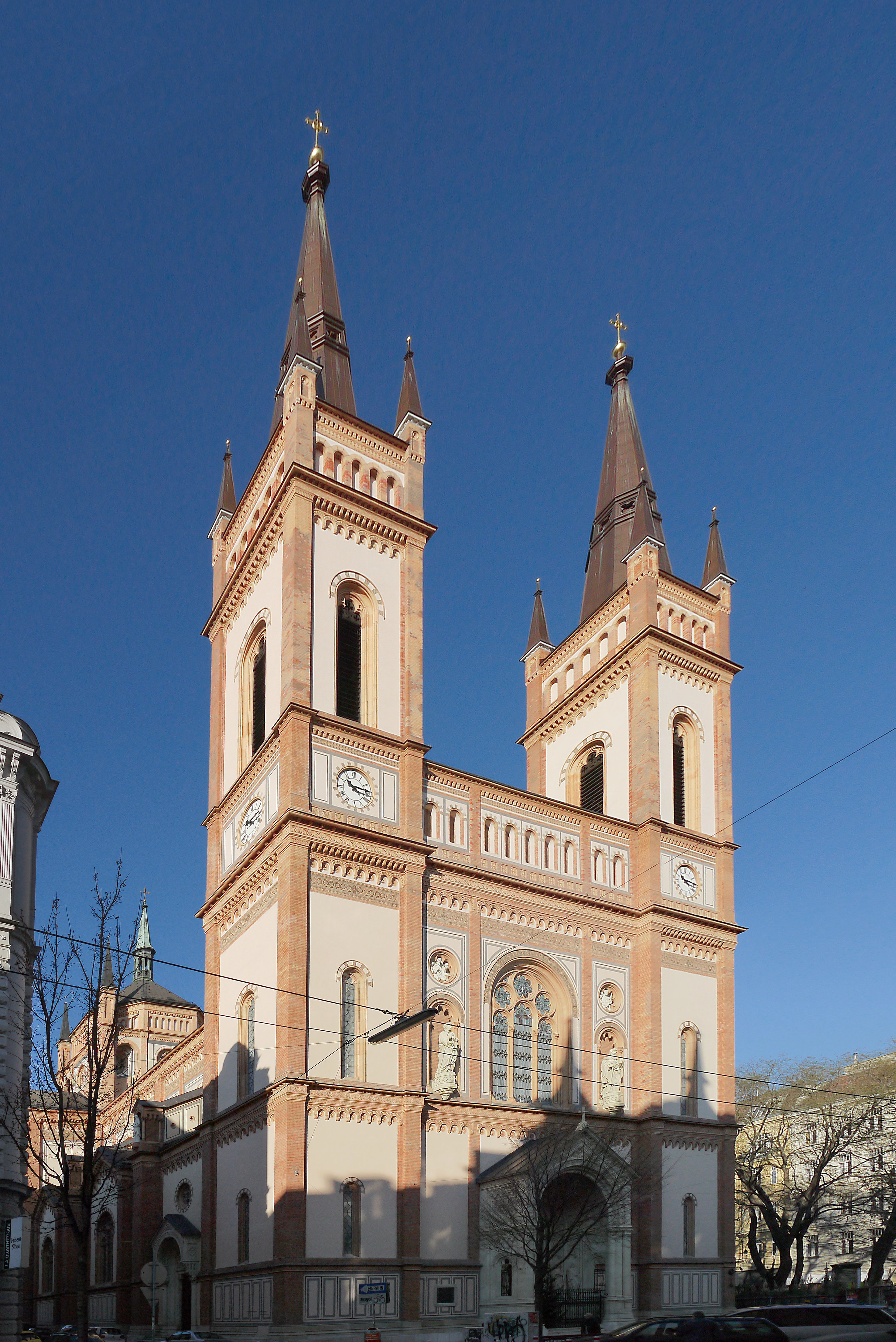
Altlerchenfelder Pfarrkirche

Die Altlerchenfelder Pfarrkirche in Wien wird fertiggestellt und am 29. September eingeweiht.
Ende des Jahres: Der Bau der Neuen Hofoper an der Wiener Ringstraße beginnt. Gegenüber der Baustelle für die Wiener Oper beginnt auch der Bau des Heinrichshofs. Der Architekt des von Heinrich von Drasche-Wartinberg in Auftrag gegebenen Nobelzinshauses ist Theophil Hansen.
Der Gartenarchitekt Rudolph Siebeck wird Stadtgärtner in Wien, wo er in den folgenden Jahren im Stil englischer Landschaftsparks zahlreiche Volksgärten anlegt. Sein erstes Projekt wird der Wiener Stadtpark.

### Malerei

#### Frankreich

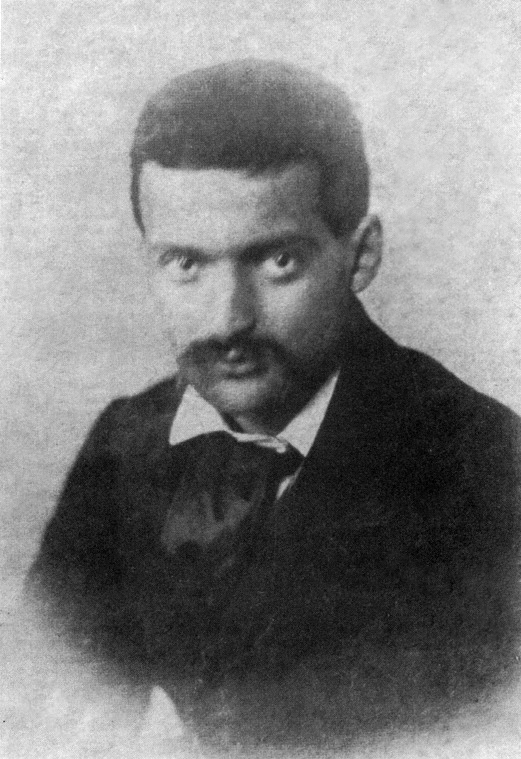
Paul Cézanne 1861

Paul Cézanne kommt im April aus seiner Heimatstadt Aix-en-Provence nach Paris. Nachdem er an der École des Beaux-Arts abgelehnt worden ist, schreibt er sich an der Académie Suisse ein. Dort trifft er unter anderem Armand Guillaumin, Achille Emperaire und den zehn Jahre älteren Camille Pissarro. Er fühlt sich jedoch in Paris nicht zuhause und kehrt schon im September nach Aix-en-Provence zurück, um in der Bank seines Vaters zu arbeiten.
Pierre-Auguste Renoir beginnt mit dem Studium der Malerei in der Klasse des Schweizer Malers Charles Gleyre.
Während sein Werk Bildnis der Eltern nur auf mäßige Kritik stößt, erntet der Guitarrero (Der spanische Sänger) von Édouard Manet überwiegend Bewunderung und erhält von der Jury des Salon de Paris sogar eine ›Ehrenvolle Erwähnung‹. Durch den Erfolg dieses Gemäldes bedingt, sammelt sich um Manet rasch eine Gruppe junger Maler, zu denen Henri Fantin-Latour, Felix Bracquemond, Emile Auguste Carolus-Duran und Alphonse Legros gehören und die Manet bald als ihren Anführer betrachten. Zu diesem Umfeld gehören zudem die Schriftsteller Charles Baudelaire, Jules Champfleury und Édmond Duranty.

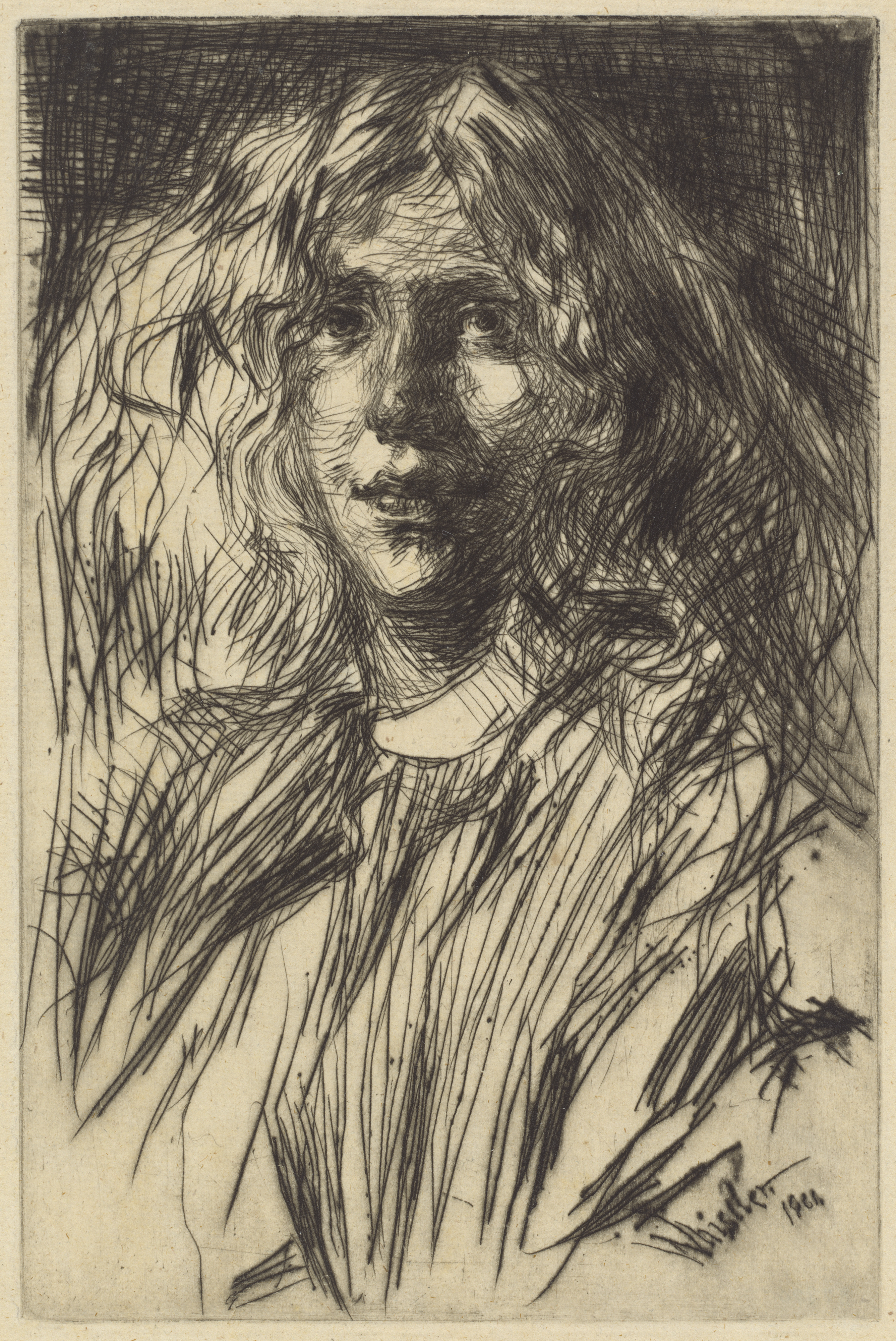
Whistler: Skizze von Jo, 1861

Joanna Hiffernan steht James McNeill Whistler in seinem Pariser Atelier am Boulevard des Batignolles erstmals Modell für sein Porträt Symphonie in Weiß Nr. 1, Mädchen in Weiß. In einem Brief an Henri Fantin-Latour beschreibt Whistler »die Unmöglichkeit, sie zu malen«.

#### Weitere Werke weltweit

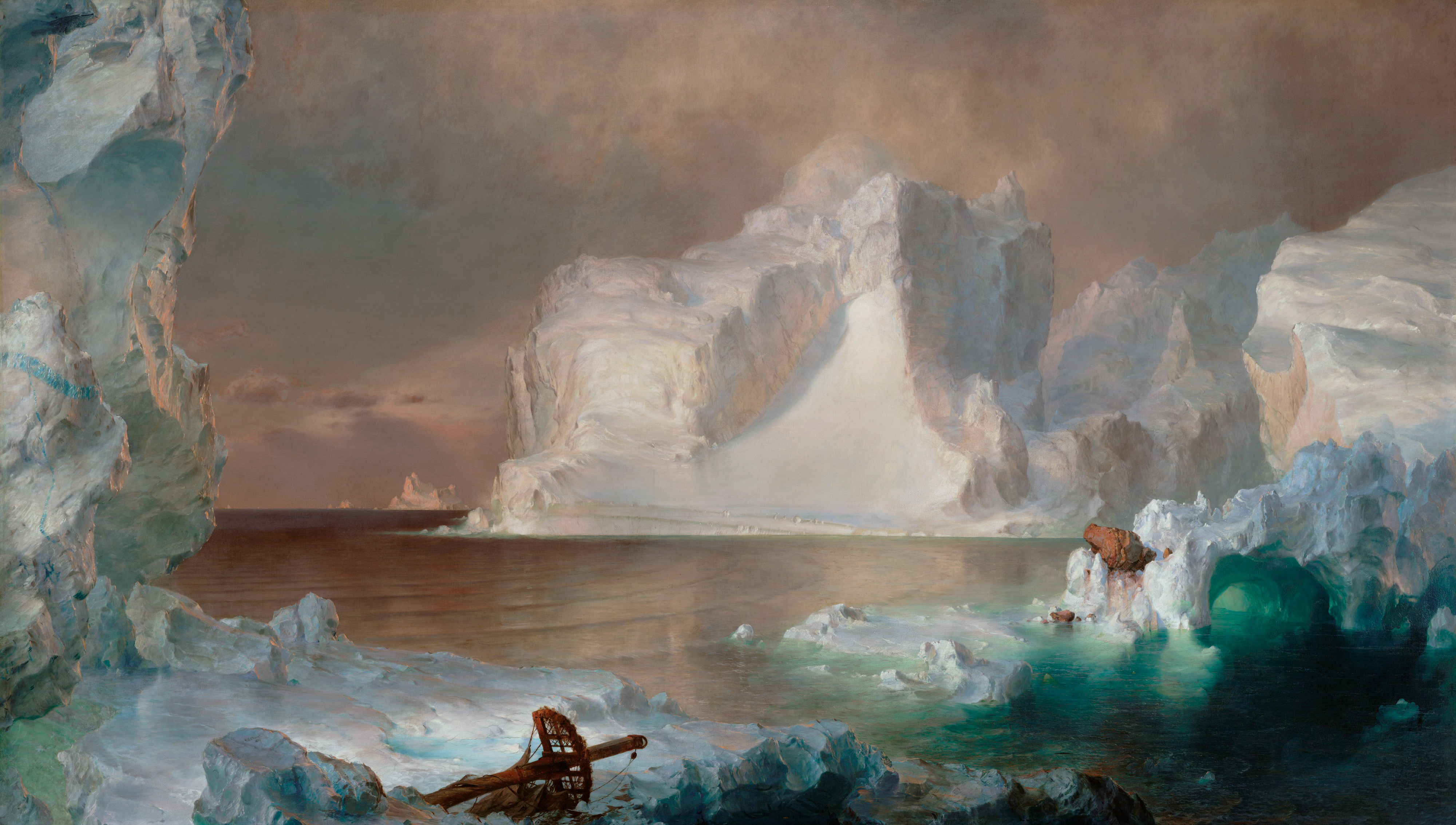
The Icebergs

Unter dem Eindruck des Angriffs auf Fort Sumter malt der überzeugte Anhänger der Union Frederic Edwin Church das patriotische Gemälde Our Banner in the Sky, das in abgewandelter Form als Lithographie weite Verbreitung in den Nordstaaten findet. Im gleichen Jahr entsteht nach Skizzen seiner Nordmeerreise von 1859 eines seiner bekanntesten Bilder: The Icebergs.

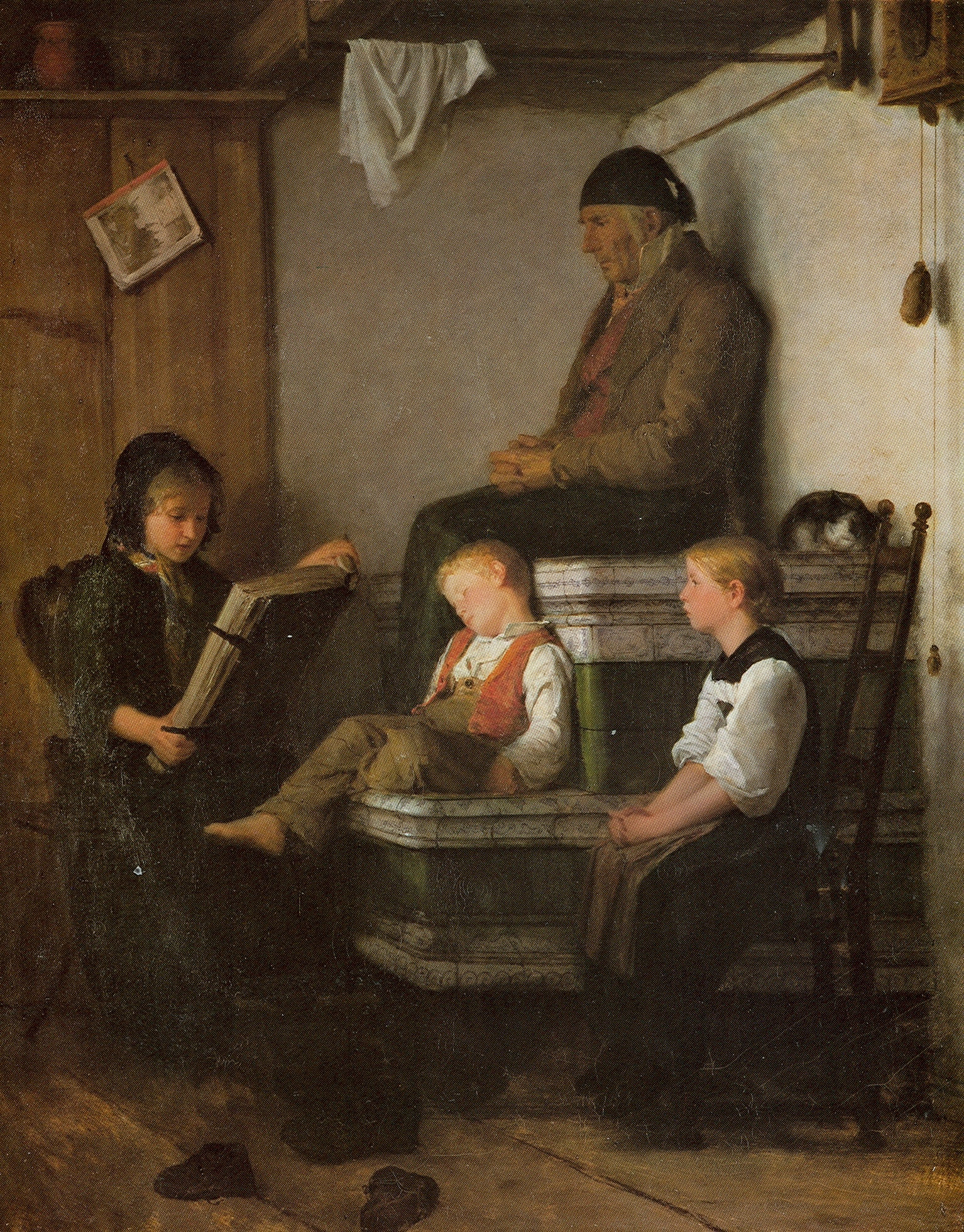
Sonntagnachmittag

Der Schweizer Genremaler Albert Anker malt das Bild Sonntagnachmittag.

### Photographie
In einem Saal der Kaiserlichen Akademie der Wissenschaften in Wien wird am 22. März die Photographische Gesellschaft, die erste Vereinigung von Photographen in Österreich, gegründet.
Der am 12. April ausgebrochene Sezessionskrieg ist der einer der ersten Kriege, die auch photographisch dokumentiert werden. Mathew B. Brady, Alexander Gardner und Timothy H. O’Sullivan gehören zu den ersten fotografischen Kriegsberichterstattern, die zum Teil so nahe am Schlachtfeld fotografieren, dass sie beinahe in Kriegsgefangenschaft geraten.

### Ausstellungen und Museen
Der Hogarth Club der Präraffaeliten veranstaltet von Februar bis Mai in 6 Waterloo Place, London, seine letzte Ausstellung. Im September wird – nach einer Diskussion, ob das Verlangen von Eintrittsgeldern statthaft sei – auf Grund von finanziellen Problemen die Auflösung des gemeinnützigen Vereins von den Mitgliedern beschlossen und im Dezember durchgeführt.
In Köln wird am 1. Juli das von Johann Heinrich Richartz für Ferdinand Franz Wallrafs Kunstsammlungen gestiftete und nach Plänen von Josef Felten und Julius Carl Raschdorff im Englisch-Neugotischen Stil errichtete neue Wallraf-Richartz-Museum nach fünfjähriger Bauzeit eröffnet.
Vom 1. Oktober bis 24. November findet die Allgemeine Deutsche Kunstausstellung in Köln statt. Unter anderem stellen hier Arnold Ferdinand Ewald, Ferdinand Georg Waldmüller, Marie Wiegmann und Reinhard Sebastian Zimmermann aus.
Mit der testamentarischen Überlassung seiner Sammlung durch den Bankier J.H.W. Wagener entsteht die Nationalgalerie in Berlin.

### Preisverleihungen
Léon Bazile Perrault erhält den von der französischen Académie de France à Rome vergebenen Prix de Rome für Malerei.

### Sonstiges
Der Künstlerverein Malkasten erwirbt das Wohnhaus des Philosophen Friedrich Heinrich Jacobi in Düsseldorf als Vereinssitz.

## Geboren
- 06. Januar: Victor Horta, belgischer Jugendstil-Architekt († 1947)
- 07. Januar: Henry Berthold von Fischer, Schweizer Architekt († 1949)
- 29. Januar: Josefine Swoboda, österreichische Malerin und Grafikerin († 1924)
- 02. Februar: Solomon R. Guggenheim, US-amerikanischer Industrieller und Kunstmäzen († 1949)
- 22. Februar: Marie von Miller, deutsche Malerin und die Ehefrau von Oskar von Miller († 1933)
- 25. Februar: Santiago Rusiñol, katalanischer Maler, Schriftsteller, Journalist und Theaterautor († 1931)
- 28. Februar: Julius Bergmann, deutscher Maler († 1940)
- 06. März: Friedrich Eckenfelder, deutscher impressionistischer Maler († 1938)
- 05. April: Fritz Encke, deutscher Gartenarchitekt und königlicher Gartenbaudirektor († 1931)
- 20. April: Hermann Muthesius, deutscher Architekt, Geheimrat im Preußischen Handelsministerium († 1927)
- 23. April: Carl Moll, österreichischer Maler des Jugendstils († 1945)
- 12. Mai: William Bidlake, englischer Architekt († 1938)
- 23. Mai: József Rippl-Rónai, ungarischer Maler des Symbolismus und Spätimpressionismus und Wegbereiter der Moderne in der ungarischen Malerei († 1927)
- 13. September: Frederick Judd Waugh, US-amerikanischer Maler, Illustrator und Autor († 1940)
- 16. September: Franz Matsch, österreichischer Maler († 1942)
- 18. September: Walter Schott, deutscher Bildhauer († 1938)
- 25. September: Abby Williams Hill, US-amerikanische Freilichtmalerin und Aktivistin († 1943)
- 04. Oktober: Frederic Remington, US-amerikanischer Maler, Bildhauer und Illustrator († 1909)
- 05. Oktober: Toni Elster, deutsche Malerin († 1948)
- 23. Oktober: Rudolf Köselitz, deutscher Maler und Illustrator († 1948)
- 23. Oktober: Wilhelm Wrage, deutscher Maler († 1942)
- 30. Oktober: Emile Antoine Bourdelle, französischer Bildhauer und Lehrer († 1929)
- 07. November: Lesser Ury, deutscher Maler und Grafiker († 1931)
- 08. Dezember: Aristide Maillol, französischer Bildhauer, Maler und Grafiker († 1944)
- 10. Dezember: Elisabeth von Heyking, deutsche Schriftstellerin und Malerin († 1925)

- 1860/61: Elizabeth Alice Hawkins-Whitshed, irische Bergsteigerin, Photographin und Schriftstellerin († 1934)

## Gestorben
- 09. Februar: Francis Danby, irischer Maler (* 1793)

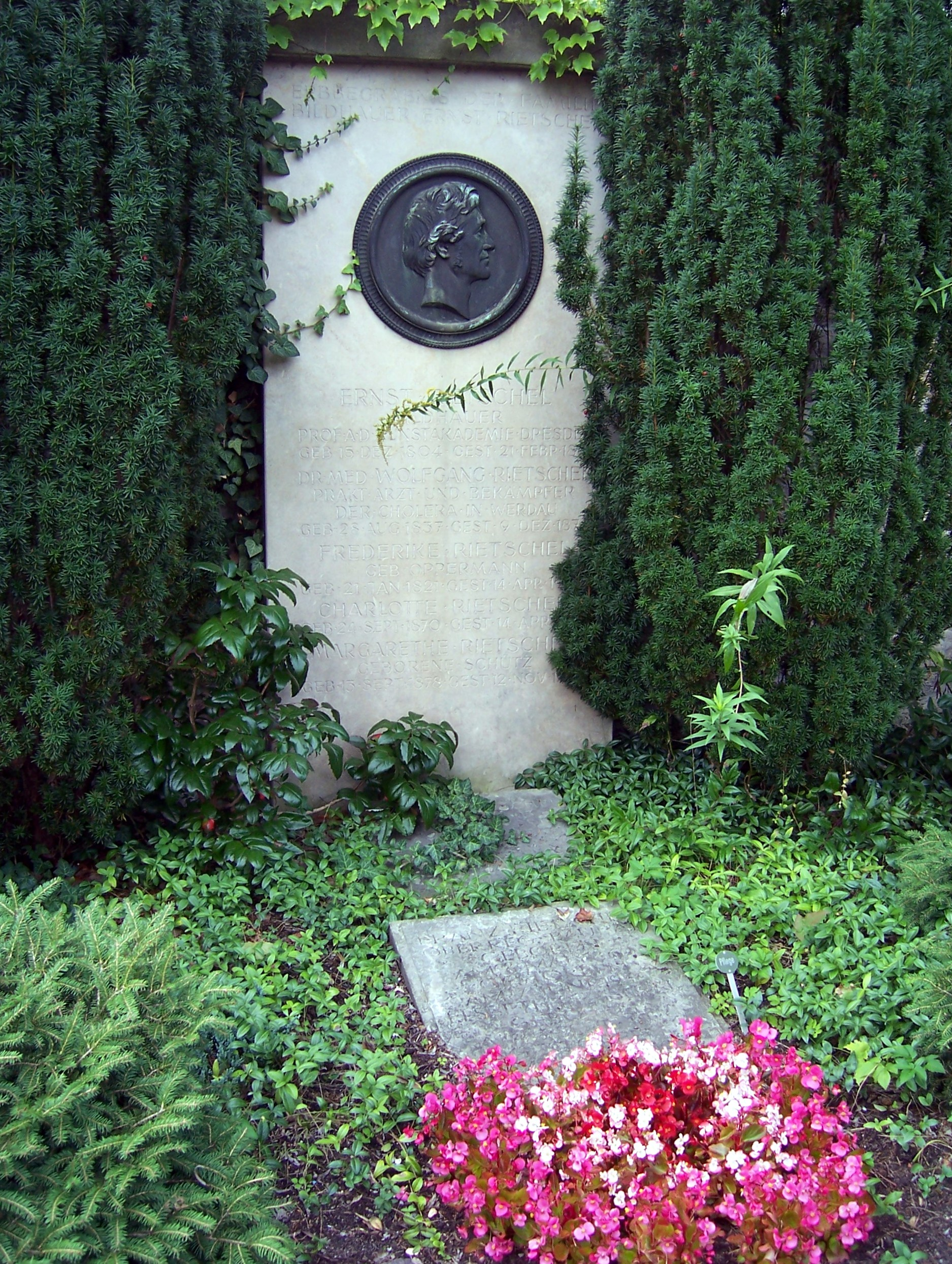
Grab Ernst Rietschels auf dem Trinitatisfriedhof in Dresden

- 21. Februar: Ernst Rietschel, deutscher Bildhauer des Spätklassizismus (* 1804)
- 25. Juli: Clara Sockl, österreichische Malerin und Lehrerin (* 1822)
- 03. September: Christian Heinrich Tramm, deutscher Architekt (* 1819)
- 22. September: Ernst Friedrich Zwirner, deutscher Dombaumeister und Architekt (* 1802)
- 26. November: Wilhelm Hensel, deutscher Maler (* 1794)
- 25. Dezember: Theodor Sockl, österreichischer Maler und Fotograf (* 1815)